# بابلو ساوسيدو
بابلو ساوسيدو (بالإسبانية: Pablo Saucedo) هو لاعب كرة قدم أرجنتيني في مركز الدفاع، ولد في 6 مارس 1982 في مورينو في الأرجنتين. لعب مع خميناسيا خوخوي وفيرو كاريل أويستي ونادي برشلونة ونادي برشلونة.

## وصلات خارجية
- بابلو ساوسيدو على موقع قاعدة بيانات كرة القدم.إي يو (الإنجليزية)
- بابلو ساوسيدو على موقع Soccerway.com (الإنجليزية)